# Ereso
Ereso (in greco antico: Ερεσσός) è un piccolo centro dell'isola di Lesbo, celebre per aver dato i natali alla poetessa Saffo e al filosofo peripatetico Teofrasto.

## Abitato moderno
L'abitato odierno è un piccolo borgo rurale. Agli inizi degli anni ottanta divenne una meta frequentata dal turismo per donne lesbiche.

## Sport
Vi ha sede un solo club sportivo, l'AO Papanikolis, squadra di calcio che gioca in una delle leghe calcistiche più basse della Grecia.

## Eponimi
Nel territorio di questa città sono stati rinvenuti i primi esemplari descritti dei ragni del genere Eresus, dalla quale prendono il nome.